# Øivind Johannessen
Øivind Johannessen (21 settembre 1924 – 11 maggio 1996) è stato un allenatore di calcio e calciatore norvegese, di ruolo portiere.

## Carriera

### Giocatore

#### Club
Johannessen vestì le maglie di Sandefjord e Skeid. Con quest'ultimo club, vinse quattro edizioni della Norgesmesterskapet (1954, 1955, 1956 e 1958).

#### Nazionale
Giocò 4 partite per la Norvegia. Esordì il 2 ottobre 1949, subentrando a Torgeir Torgersen nel pareggio per 3-3 contro la Svezia.

### Allenatore
Johannessen fu allenatore del Vålerengen nel 1963. Dal 1970 al 1971, fu commissario tecnico della Norvegia. Guidò poi il Drafn dal 1972 al 1973. Nel 1974, tornò al Vålerengen e vi rimase fino all'anno seguente.

## Palmarès

### Giocatore

#### Club

##### Competizioni nazionali
- Coppa di Norvegia: 4

Skeid: 1954, 1955, 1956, 1958